# Пчелић
Пчелић је насељено место у саставу општине Сухопоље у Вировитичко-подравској жупанији, Република Хрватска.

## Историја
До територијалне реорганизације у Хрватској налазио се у саставу старе општине Вировитица.

## Становништво
На попису становништва 2011. године, Пчелић је имао 407 становника.

## Попис1991.
На попису становништва 1991. године, насељено место Пчелић је имало 565 становника, следећег националног састава:
| Попис 1991.‍  | Попис 1991.‍  | Попис 1991.‍ | Попис 1991.‍ | Попис 1991.‍ |
| ------------ | ------------ | ----------- | ----------- | ----------- |
|              |              |             |             |             |
| Хрвати       | Хрвати       |             | 294         | 52,03%      |
| Срби         | Срби         |             | 195         | 34,51%      |
| Југословени  | Југословени  |             | 48          | 8,49%       |
| Мађари       | Мађари       |             | 3           | 0,53%       |
| Немци        | Немци        |             | 1           | 0,17%       |
| Словенци     | Словенци     |             | 1           | 0,17%       |
| неопредељени | неопредељени |             | 17          | 3,00%       |
| непознато    | непознато    |             | 6           | 1,06%       |
| укупно: 565  |              |             |             |             |